# Hypotéza permanentního důchodu
Hypotéza permanentního důchodu je ekonomická teorie Miltona Friedmana pokoušející se vysvětlit, jak spotřebitelé řídí své výdaje v průběhu svého života. Tato teorie předpokládá, že osobní spotřeba v určitém čase není určována jen současným příjmem člověka, ale také očekávaným příjmem v budoucnosti, tedy „permanentním důchodem“.
Příjem se skládá ze dvou částí: permanentní části (předpokládané a plánované) a z přechodné části (neplánované a neočekávané). V hypotéze permanentního důchodu je klíčový faktor osobní spotřeby právě dlouhodobý / permanentní příjem, krátkodobému čili přechodnému příjmu nevěnují lidé podle hypotézy tolik pozornosti a neupravují podle něj radikálně svou současnou spotřebu. Permanentní příjem je závislý na fyzických (majetek), finančních (akcie, podíly) a lidských (vzdělání a zkušenosti) přednostech. Všechny tyto části ovlivňují výši příjmu spotřebitele a na jejich základě může tuto výši spotřebitel do určité míry odhadnout. Pokud spotřebitel zvýší své vzdělání, projeví se to na jeho permanentním důchodu a na jeho spotřebě, naproti tomu pokud dojde ke změně v jeho přechodném příjmu, na příklad výhrou určité částky peněz, rapidně se to na jeho spotřebě neprojeví, neboť se bude snažit zisk rozložit do delšího časového období.
Její předpoklad vyrovnávání spotřeby, kdy lidé rozkládají přechodné změny v příjmu do delšího časového období, se odchylují od tradičního keynesiánského důrazu na mezní sklon ke spotřebě. V jednoduchém keynesiánském rámci se předpokládá, že mezní sklon ke spotřebě je konstantní, takže dočasné snížení daní může mít velký povzbuzující účinek na poptávku. Oproti tomu rámec hypotézy permanentního důchodu předpokládá, že spotřebitel rozloží zisky z dočasného snížení daní do delšího časového horizontu, takže vliv tohoto snížení daní na poptávku bude mnohem menší.

## Důvod vzniku
Jelikož klasická keynesianská spotřební teorie nebyla schopna vysvětlit stálost míry úspor tváří tvář stoupajícím skutečným příjmům v USA objevilo se množství nových teorií popisujících chování spotřebitele, mezi které patřila i hypotéza permanentního důchodu Miltona Friedmana, kterou publikoval v roce 1957 ve své knize Teorie spotřební funkce. Friedman ve své knize popisuje teorii, která zahrnuje mnoho v té době konkurenčních hypotéz stejně jako speciálních případů, které podkládá statistickými důkazy na podporu své teorie.

## Model
Zvažme (potenciálně nesmrtelného) spotřebitele, který maximalizuje svůj očekávaný celoživotní spotřební užitek {\displaystyle c} ze zboží mezi časovými obdobími {\displaystyle t} a {\displaystyle T} určený užitkovou funkcí za jedno období {\displaystyle u(\cdot )}. V každém časovém období {\displaystyle t} získává příjem {\displaystyle y}{\displaystyle t}, který může utratit za zboží {\displaystyle c}{\displaystyle t} nebo ho může ušetřit ve formě aktiva {\displaystyle A}{\displaystyle t}, které v příštím období narůstá o úrokovou sazbu {\displaystyle r}.
Spotřební užitek v budoucích časových obdobích je diskontován mírou {\displaystyle \beta \in (0,1)}. Nakonec {\displaystyle {\displaystyle \operatorname {E} _{t}[\cdot ]}} ukazuje představu závislou na informacích dostupných v daném období. Poté platí
{\displaystyle {\displaystyle \operatorname {maximize} \limits _{\{c_{k}\}_{k=t}^{T}}\operatorname {E} _{t}\sum _{k=0}^{T-t}\beta ^{k}u(c_{t+k})}}
podléhá
{\displaystyle {\displaystyle A_{t+1}=(1+r)(A_{t}+y_{t}-c_{t}).}}
Předpokládaje, že spotřební funkce je kvadratická a že {\displaystyle {\displaystyle (1+r)\beta =1}}, se optimální volba spotřeby řídí Eulerovou rovnicí
{\displaystyle {\displaystyle c_{t}=\operatorname {E} _{t}[c_{t+1}].}}
Pro daný konečný časový úsek {\displaystyle T-t} jsme stanovili {\displaystyle {\displaystyle A_{T+1}=0}} s pochopením, že spotřebitel utratí veškeré své bohatství do konce posledního časového období. Vyřešíme-li omezený rozpočet spotřebitele vůči poslednímu časovému období, zjistíme, že spotřební funkce je dána
{\displaystyle {\displaystyle c_{t}={\frac {r}{(1+r)-(1+r)^{-(T-t)}}}\left[A_{t}+\sum _{k=0}^{T-t}\left({\frac {1}{1+r}}\right)^{k}\operatorname {E} _{t}[y_{t+k}]\right].}} {\displaystyle (1)}
V nekonečném časovém úseku je nátlak na spotřebitele omezit neustálé půjčky a převracení dluhů do dalšího období požadováním
{\displaystyle {\displaystyle \lim {t\to \infty }\left({\frac {1}{1+r}}\right)^{t}A_{t}=0.}}
Výsledná funkce je tedy
{\displaystyle {\displaystyle c_{t}={\frac {r}{1+r}}\left[A_{t}+\sum _{k=0}^{\infty }\left({\frac {1}{1+r}}\right)^{k}\operatorname {E} _{t}[y_{t+k}]\right].}} {\displaystyle (2)}
Oba výrazy (1) a (2) zachycují podstatu hypotézy permanentního důchodu: současný příjem je určen kombinací současného nehumánního bohatství {\displaystyle {\displaystyle A_{t}}} a bohatství lidského kapitálu {\displaystyle y_{t}}. Podíl celkového spotřebovaného bohatství závisí také na úrokové sazbě {\displaystyle r} a na délce časového období, během kterého spotřebitel optimalizuje.